# 거짓 진공 붕괴

거짓 진공에서 스칼라장 φ (물리적 위치를 나타냄). 에너지 E는 진진공 또는 바닥 상태보다 거짓 진공에서 더 높지만 자기장이 고전적으로 실제 진공으로 내려가는 것을 방지하는 장벽이 있다. 따라서 진정한 진공으로의 전환은 고에너지 입자의 생성이나 양자 터널링을 통해 촉진되어야 한다.

양자장론에서 거짓 진공(영어: False vacuum)은 주변 상태에 비해 상대적으로 안정적이지만 모든 상태들 중에서 가장 안정적인 상태는 아닌 상태이다. 실제 진공은 모든 상태들 중 가장 안정적인 상태를 의미한다. 이 상태는 준안정 상태로 알려져 있다. 준안정상태가 아주 오랜 시간 동안 지속될 수 있지만 결국에는 더 안정적인 상태로 붕괴될 수 있으며, 이는 거짓 진공 붕괴(영어: False vacuum decay)로 알려져 있다. 우리 우주에서 그러한 붕괴가 어떻게 일어날 수 있는지에 대한 가장 일반적인 제안은 거품 핵형성이라고 한다. 만약 우주의 작은 영역이 우연히 더 안정적인 진공에 도달하면 이 "거품"("바운스"라고도 함)이 퍼질 것이다. 
거짓 진공은 에너지의 국소적 최소값에 존재하므로 전역 최소값에 존재하는 안정적인 실제 진공과 달리 완전히 안정적이지 않다.

## 실제 진공과 거짓 진공의 정의
진공은 에너지가 최소인 공간으로 정의된다. 이름에도 불구하고 진공에는 여전히 양자장이 있다. 진정한 진공은 에너지의 전역 최소값에 있기 때문에 안정적이며 일반적으로 우리가 살고 있는 물리적 진공 상태와 일치한다고 가정한다. 물리적 진공 상태는 에너지의 전역 최소값이 아니라 국소적 최소값을 나타내는 양자장의 구성일 가능성이 있다. 이러한 유형의 진공 상태를 "거짓 진공"이라고 한다.

## 시사점

### 실존적 위협
우리 우주가 진정한 진공 상태가 아니라 거짓 진공 상태에 있다면 덜 안정적인 거짓 진공에서 더 안정적인 진정한 진공으로의 붕괴(거짓 진공 붕괴라고 함)는 극적인 결과를 초래할 수 있다. 그 효과는 기존 기본 힘의 완전한 중단, 기본 입자 및 이를 구성하는 구조, 일부 우주 매개 변수의 미묘한 변화에 이르기까지 다양하며, 주로 실제 진공과 거짓 진공 사이의 잠재적인 차이에 따라 달라진다. 일부 거짓 진공 붕괴 시나리오는 은하와 별 또는 심지어 생물학적 생명체 같은 구조의 생존과 호환되는 반면 다른 시나리오는 바리온 물질의 완전한 파괴 또는 우주의 즉각적인 중력붕괴를 포함한다. 더 극단적인 경우 "거품" 형성 가능성은 아주 낮을 수 있다(즉, 거짓 진공 붕괴가 불가능할 수 있음).
이러한 이론에 간단한 중력 가정을 포함시키려고 시도한 시드니 콜먼과 프랭크 드 루치아의 논문은, 이것이 자연의 정확한 묘사라면 그러한 경우 결과적인 "거품 내부"의 우주는 극도로 불안정한 것처럼 보일 것이며 거의 즉시 붕괴할 것이라고 한다:
일반적으로 중력은 진공의 붕괴 확률을 더 작게 만든다; 매우 작은 에너지 밀도 차이의 극단적인 경우에는 거짓 진공을 안정화시켜 진공의 붕괴를 방지할 수 있다. 우리는 우리가 이것을 이해한다고 믿는다. 진공이 붕괴되기 위해서는 총 에너지 0의 거품을 만드는 것이 가능해야 한다. 중력이 없다면, 에너지 밀도 차이가 아무리 작더라도 문제가 되지 않는다. 거품을 충분히 크게 만들기만 하면 부피/표면 비율이 효과를 발휘할 것이다. 그러나 중력이 존재할 때 실제 진공의 음의 에너지 밀도는 거품 내의 기하학적 구조를 왜곡하여 충분히 작은 에너지 밀도의 경우 충분한 부피/표면 비율을 가진 거품이 없다. 거품 안에서는 중력의 효과가 더 극적이다. 거품 내부의 시공간 기하학은 반 더시터르 공간의 기하학이며, 대칭군이 O(4, 1)가 아닌 O(3, 2)라는 점을 제외하면 기존의 더시터르 공간과 아주 비슷하다. 이 시공간은 특이점이 없지만, 작은 동요 하에서는 불안정하며, 필연적으로 수축하는 프리드만 우주의 최종 상태와 같은 종류의 중력 붕괴를 겪는다. 내부 우주의 붕괴에 필요한 시간은 대략 ...마이크로초 또는 그 이하이다.

우리가 거짓 진공 상태에서 살고 있다는 가능성은 한번도 생각해 볼 때 고무적인 것이 아니었다. 진공 붕괴는 궁극적인 생태학적 재앙이다; 새로운 진공 속에는 자연의 새로운 상수들이 있다; 진공 붕괴 후에, 우리가 알고 있는 것과 같은 생명체는 불가능할 뿐만 아니라, 우리가 알고 있는 화학도 불가능하다. 그러나 우리가 알고 있는 생명체는 아니더라도 시간이 지남에 따라 새로운 진공이 적어도 기쁨을 알 수 있는 구조를 유지할 수 있다는 가능성에서 언제나 스토이즘적 위안을 얻을 수 있었다. 이 가능성은 이제 사라졌다.

두 번째 특별한 경우는 우주 상수가 사라지는 공간으로 붕괴하는 것인데, 이는 우리가 지금 초기 우주 시대에 붕괴된 거짓 진공의 잔해 속에 살고 있다면 적용된다. 이 사례는 이전 사례보다 덜 흥미로운 물리학과 수사학적 과잉의 기회를 제공한다. 이제는 거품의 내부가 평범한 민코프스키 공간이다...
 — 시드니 콜먼과 프랭크 드 루치아
네이처에 발표된 2005년 논문에서 전 세계적인 재앙적 위험에 대한 조사의 일환으로 MIT 물리학자 막스 테그마크와 옥스퍼드 철학자 닉 보스트롬은 더 낮은 진공 상태로의 전이를 포함하여 모든 자연적인(인위적이지 않은) 사건들로 인해 지구가 붕괴할 위험은 1년에 1/109 미만이라고 계산한다. 그들은 관찰자 선택 효과로 인해 이 사건에 대한 정보가 우리도 파괴된 순간에만 도달할 것이기 때문에 진공 붕괴에 의해 파괴될 가능성을 과소평가할 수 있다고 주장한다. 이것은 충격, 감마선 폭발, 초신성 및 극초신성, 우리가 적절한 직접 조치를 취하는 빈도로 인한 위험과 같은 사건과 대조된다.

### 급팽창
많은 이론은 우주 급팽창이 거짓 진공이 진정한 진공으로 붕괴되는 결과일 수 있다고 제안한다. 급팽창 자체는 플랑크 척도에서 0에 아주 가까운 힉스 자체 결합 λ 및 β λ 함수를 사용하여 잘못된 진공 상태에 갇힌 힉스 장의 결과일 수 있다. :218미래의 전자-양전자 충돌기는 그러한 계산에 필요한 꼭대기 쿼크의 정확한 측정을 제공할 수 있을 것이다.
혼돈 급팽창 이론은 우주가 거짓 진공 또는 진정한 진공 상태에 있을 수 있음을 시사한다. 앨런 구스는 우주 급팽창에 대한 원래 제안에서 급팽창이 위에서 설명한 종류의 양자 역학적 거품 핵형성을 통해 끝날 수 있다고 제안했다. 혼돈 급팽창 이론의 역사를 참조. 균질하고 등방성인 우주는 격렬한 터널링 과정을 통해 보존될 수 없다는 것이 곧 이해되었다. 이로 인해 안드레이 린데와 독립적으로 안드레아스 알브레히트 및 폴 스타인하르트는 터널링이 발생하지 않는 "새로운 급팽창" 또는 "슬로우 롤 급팽창"을 제안했으며 대신 급팽창 스칼라 장이 완만한 경사로 그래프를 그렸다.
2014년에 중국과학원 우한 물리학 및 수학 연구소의 연구원들은 우주가 무(공간, 시간, 물질이 없음)에서 진공이 자발적으로 생성될 수 있다고 제안했다.

## 진공 붕괴 종류

### 약전자기 진공 붕괴

2012년에 추정된 전자약한 진공 안정성 환경

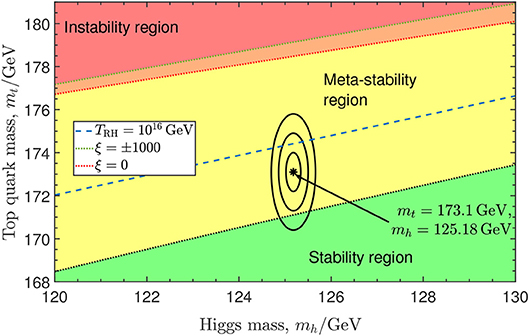
2018년에 추정된 전자약한 진공 안정성 환경 T _{RH} 는 대통일 에너지이다. ξ는 기본 힘 사이의 비최소 결합 정도이다.

약전자기 상호작용에 대한 안정성 기준은 1979년에 처음 공식화되었다. 이론적인 힉스 보손과 가장 무거운 페르미온의 질량 함수로 공식화되었다. 1995년의 꼭대기 쿼크와 2012년의 힉스 보손의 발견은 물리학자들이 실험에 대한 기준을 검증할 수 있게 했으며, 따라서 2012년 이후 약전자기 상호 작용은 준안정 기본 힘에 대한 가장 유망한 후보로 여겨진다. 해당 거짓 진공 가설은 '약전자기 진공 불안정성' 또는 '힉스 진공 불안정성'이라고 한다. 현재 거짓 진공 상태는 {\displaystyle dS}(더시터르 공간),으로 불린다. 잠정적인 진정한 진공은  {\displaystyle AdS}(반 더시터르 공간)으로 불린다.
다이어그램은 힉스 보손과 꼭대기 쿼크 질량의 불확실성 범위를 타원형 선으로 보여준다. 기본 색상은 약전자기 진공 상태가 안정적인지, 단순히 수명이 긴지 또는 주어진 질량 조합에 대해 완전히 불안정한지를 나타낸다. "약전자기 진공 붕괴" 가설은 때때로 힉스 입자가 우주를 "끝낸다"고 잘못 보고되었다. A 125.18±0.16 GeV/c 2  힉스 보손 질량은 안정-준안정 경계(2012년 123.8–135.0 GeV로 추정됨)의 준안정 측면에 있을 가능성이 높다.) 그러나 결정적인 답을 얻으려면 꼭대기 쿼크의 극 질량을 훨씬 더 정확하게 측정해야 한다. 힉스 입자와 꼭대기 쿼크 질량의 향상된 측정 정밀도가 2018년 현재 준안정 상태에 있는 물리적 전자기약 진공의 주장을 더욱 강화했다. 그럼에도 불구하고 입자물리학의 표준 모형을 넘어서는 새로운 물리학은 이전 안정성 및 준안정성 기준을 부정확하게 렌더링하여 안정성 지형 구분선을 크게 변경할 수 있다. 2022년에 실행된 2015-2018 LHC의 재분석은 171.77 ±0.38  GeV의 약간 낮은 꼭대기 쿼크 질량을 산출했으며 진공 안정성 선에 가깝지만 여전히 준안정 영역에 있다.
힉스 보손과 꼭대기 쿼크의 측정 결과 우리 우주가 이런 종류의 거짓 진공 안에 있다는 것을 암시한다면 이것은 아마도 수십억 년 후에 거품의 효과가 거품의 기원에서부터 거의 빛의 속력으로 우주 전체에 전파될 것임을 의미할 것이다.

### 기타 붕괴 모드
- 더 작은 진공 기댓값으로 감소하여 카시미르 효과 감소 및 양성자 불안정화.[10]
- 더 큰 중성미자 질량을 가진 진공 상태로 붕괴(늦게는 수십억 년 전에 발생했을 수 있음).[7]
- 암흑 에너지 없이 진공 상태로 붕괴.[8]

## 거품 핵형성
거짓 진공이 붕괴되면 거품 핵 생성으로 알려진 과정을 통해 저에너지 실제 진공이 형성된다. 이 과정에서 순간 효과로 인해 진정한 진공을 포함하는 거품이 나타난다. 거품의 벽(또는 도메인 벽)은 양의 표면장력을 가진다. 장이 포텐셜 장벽을 넘어 진정한 진공으로 굴러갈 때 에너지가 소비되기 때문이다. 전자는 거품 반지름의 세제곱이 되는 경향이 있는 반면 후자는 반지름의 제곱에 비례하므로 거품의 총 에너지가 0이 되는 점인 임계 크기 {\displaystyle R_{c}}이 있다. 작은 거품은 수축하는 경향이 있고 큰 거품은 커지는 경향이 있다. 핵을 만들 수 있으려면 거품이 

| {\displaystyle \Phi _{c}={\frac {3\gamma }{4R^{2}}}-\Delta \Phi ,} | \| \| \| \| \| \| \| \| | (Eq. 1) |
|                                                                    |                         |         |
|                                                                    |                         |         |
높이의 에너지 장벽을 극복해야 한다. 여기서 {\displaystyle \Delta \Phi }는 진정한 진공과 거짓 진공 사이의 에너지 차이, {\displaystyle \gamma }는 도메인 벽의 알려지지 않은(아마도 아주 큰) 표면장력이고, {\displaystyle R}는 거품의 반경이다.Eq. 1 재작성하면 임계 반경을 다음과 같이 제공한다.

| {\displaystyle R_{c}={\sqrt {\frac {3\gamma }{4\Delta \Phi }}}.} | \| \| \| \| \| \| \| \| | (Eq. 2) |
|                                                                  |                         |         |
|                                                                  |                         |         |
임계 크기보다 작은 거품는 에너지 상태를 낮추기 위해 순간자의 양자 터널링을 통해 전위 장벽을 극복할 수 있다. 큰 전위 장벽의 경우 공간의 단위 체적당 터널링 비율은

| {\displaystyle \omega \approx {\frac {1}{\gamma }}{\sqrt {\frac {2\Phi _{c}}{\hbar }}}e^{-\Phi _{c}/\hbar },} | \| \| \| \| \| \| \| \| | (Eq. 3) |
| |                         |         |
| |                         |         |
로 지정된다. 여기서 {\displaystyle \hbar }는 디랙 상수이다. 저에너지 진공의 거품이 Eq. 2에서 정의된 임계 반경보다 커지자 마자, 거품의 벽이 바깥쪽으로 가속되기 시작한다. 거짓 진공과 실제 진공 사이의 일반적으로 큰 에너지 차이로 인해 벽의 속도는 아주 빠르게 빛의 속력에 접근한다. 거품 내부의 음의 에너지 밀도가 벽의 양의 운동 에너지에 의해 상쇄되기 때문에 거품는 중력 효과를 생성하지 않는다.
실제 진공의 작은 거품는 에너지를 제공하여 임계 크기로 부풀릴 수 있지만  필요한 에너지 밀도는 자연적 또는 인공적 프로세스에서 달성되는 것보다 몇 배 더 크다. 또한 특정 환경은 잠재적인 장벽을 낮추어 거품 형성을 촉매할 수 있다고 생각된다.
거품벽은 진정한 진공을 생성하여 얻은 에너지 장벽과 에너지 이득 사이의 비율에 따라 유한한 두께를 갖는다. 실제 진공과 거짓 진공 사이의 잠재적 장벽 높이가 진공 사이의 에너지 차이보다 훨씬 작은 경우 껍질 두께는 임계 반경과 비슷해진다.

### 핵형성 씨앗
일반적으로 중력은 거짓 진공 상태를 안정화시키는 것으로 믿어진다. 적어도 {\displaystyle dS}(더시터르 공간)에서 {\displaystyle AdS} (반 더시터르 공간)로의 전이는 막을 것으로 보인다. 한편, 우주끈과 자기 홀극을 포함한 위상수학적 결함은 붕괴 확률을 높일 수 있다.

#### 핵 생성 씨앗으로서의 블랙홀
2015년 연구에서는 블랙홀 주변에서 진공 붕괴율이 크게 증가할 수 있다는 점을 지적했다. 이 연구에 따르면 잠재적으로 치명적인 진공 붕괴는 원시 블랙홀이 존재한다면 언제든지 촉발될 수 있다. 그러나 저자는 원시 블랙홀이 거짓 진공 붕괴를 일으킨다면 인간이 지구에서 진화하기 오래 전에 일어났어야 한다고 지적한다. 2017년의 후속 연구에서는 거품이 일반적인 붕괴 또는 새로운 우주로 부서지는 방식으로 공간을 구부림으로써 원래 블랙홀에서 시작되는 것이 아니라 원시 블랙홀로 붕괴될 것이라고 밝혔다. 2019년에는 회전하지 않는 작은 블랙홀이 진정한 진공 핵 생성 속도를 증가시킬 수 있지만 빠르게 회전하는 블랙홀은 평평한 시공간에서 예상되는 것보다 낮은 붕괴 속도로 거짓 진공을 안정화시킬 것이라는 사실이 밝혀졌다.
입자 충돌이 미니 블랙홀을 생성한다면 LHC(대형 강입자 충돌기)에서 생성된 것과 같은 강력한 충돌이 그러한 진공 붕괴 이벤트를 촉발할 수 있으며 뉴스 미디어의 관심을 끌었던 시나리오이다. 그러한 미니 블랙홀이 충돌로 생성될 수 있다면 우주 방사선 입자가 행성 표면과 훨씬 더 활발하게 충돌하거나 우주의 초기 수명 동안 임시 원시 블랙홀로 생성될 것이기 때문에 비현실적일 수 있다. Hut와 Rees는 우주선 충돌이 지상 입자 가속기에서 생성된 것보다 훨씬 더 높은 에너지에서 관찰되었기 때문에 이러한 실험이 적어도 가까운 미래에는 현재 진공 상태에 위협이 되지 않아야 한다고 지적한다. 입자 가속기는 약 8 테라 전자볼트 (8×10 12eV)의 에너지에 도달했다. 우주 광선 충돌은 5×1019eV 이상의 에너지에서 관찰되었으며, 이는 6백만 배 더 강력하다. – 소위 Greisen–Zatsepin–Kuzmin 한계 – 그리고 기원 부근의 우주선은 아직 더 강력할 수 있다. John Leslie는 현재 추세가 계속된다면 2150년까지 입자 가속기가 자연적으로 발생하는 우주선 충돌에서 방출되는 에너지를 초과할 것이라고 주장했다. 이러한 종류의 두려움은 각각의 제안 당시 상대론적 중이온 충돌기와 대형 강입자 충돌기 모두에 대한 비평가들에 의해 제기되었으며 과학적 조사에 의해 근거가 없는 것으로 결정되었다.
Rostislav Konoplich 등의 2021년 논문에서는 충돌 직전에 있는 한 쌍의 큰 블랙홀 사이의 영역이 "진정한 진공" 거품을 생성할 수 있는 조건을 제공할 수 있다고 가정했다. 이러한 거품 사이의 교차 표면은 무한히 밀도가 높아져 소형 블랙홀을 형성할 수 있다. 이들은 더 큰 블랙홀이 충돌하여 거품이나 소형 블랙홀을 삼키기 전에 10밀리초 정도에 호킹 복사를 방출하여 증발한다. 이 이론은 블랙홀이 합쳐지기 직전에 방출된 호킹 복사를 조사하여 테스트할 수 있다.

## 거품 전파
거의 빛의 속력으로 외부로 전파되는 거품벽은 진정한 진공을 생성하여 얻은 에너지 장벽과 에너지 이득 사이의 비율에 따라 유한한 두께를 갖는다. 실제 진공과 거짓 진공 사이의 잠재적 장벽 높이가 진공 사이의 에너지 차이보다 훨씬 작은 경우 거품 벽 두께는 임계 반경과 비슷해진다.
벽에 들어가는 소립자는 다른 입자나 블랙홀로 붕괴될 가능성이 높다. 모든 붕괴 경로가 아주 큰 입자로 이어지는 경우 이러한 붕괴의 에너지 장벽은 즉각적인 붕괴 대신 거짓 진공 입자를 둘러싸는 거짓 진공의 안정적인 거품(페르미 공이라고 함)를 초래할 수 있다. 다중 입자 개체는 Q-공으로 안정화될 수 있지만 이러한 개체는 결국 충돌하여 블랙홀 또는 실제 진공 입자로 붕괴된다.

## 픽션에서 거짓 진공 붕괴
거짓 진공 붕괴 사건은 종말 사건을 묘사하는 작품에서 플롯 장치로 가끔 사용된다.
- 1988년 Geoffrey A. Landis 의 SF 단편소설 진공 상태[47]
- 2000년 Stephen Baxter 의 SF 소설 Time[48]
- 2002년 Greg Egan 이 SF 소설 Schild's Ladder 에서
- 2008년 스즈키 코지의 SF 소설 Edge 에서
- Alastair Reynolds 의 2015년 SF 소설 Poseidon's Wake 에서

## 같이 보기
- 영원한 급팽창
- Supercooling
- Superheating
- 거시공동

## 추가 자료
- Johann Rafelski and Berndt Muller (1985). 《The Structured Vacuum – thinking about nothing》. Harri Deutsch. ISBN 978-3-87144-889-8.
- Sidney Coleman (1988). 《Aspects of Symmetry: Selected Erice Lectures》. ISBN 978-0-521-31827-3.